# Mertensophryne melanopleura
Espèce
Synonymes
- Bufo melanopleura Schmidt & Inger, 1959

Statut de conservation UICN

 LC  : Préoccupation mineure
Mertensophryne melanopleura est une espèce d'amphibiens de la famille des Bufonidae.

## Répartition
Cette espèce se rencontre :
- dans le sud de la République démocratique du Congo au Haut-Lomami dans le Parc national de l'Upemba ;
- dans le nord de la Zambie dans la province du Copperbelt à Bwana Mkubwa ;
- dans l'est de l'Angola dans la province du Moxico au Lago Cameia.

## Publication originale
- Schmidt & Inger, 1959 : Amphibians exclusive of the genera Afrixalus and Hyperolius. Exploration du Parc National de l'Upemba. Mission G.F. de Witte en collaboration avec W. Adam, A. Janssens, L. van Meel et R. Verheyen (1946-1949). Amphibians, fasc. 56, p. 1–264.